# 1-й полк королевской конной артиллерии
1-й полк короле́вской ко́нной артилле́рии (англ. 1st Regiment Royal Horse Artillery) — полк британской королевской конной артиллерии в Британской армии, классифицирующийся как полк полевой артиллерии. Оснащён самоходными артиллерийскими установками AS-90 и РСЗО M270 MLRS. Базируется в казармах Ассайе в Тидоурт-Кемп и на станции Элбемарл в Ньюкасле.

## История

### Формирование
- 1938: 1-й полк королевской конной артиллерии образован 1 мая 1938 в Булфорд-Кемпе из нескольких батарей (некоторые из них существовали уже 145 лет). Предшественник — 1-я бригада королевской конной артиллерии[англ.].

### Вторая мировая война
- 1939: в составе 51-й (хайлендской, горной) пехотной дивизии, сражался под Сент-Валери. Разгромлен полностью во время Французской кампании вермахта, личный состав частично спасся в Дюнкерке во время эвакуации. Полк восстановлен в конце 1940 года и отправлен в Северную Африку.
- 1940: в октябре месяце полк был переподчинён Средневосточному командованию и участвовал в кампании под командованием Арчибальда Уэйвелла, которая началась 9 декабря 1940. Самым значимым сражением в Северной Африке с участием полка стала Осада Тобрука: все батареи полка сражались под Тобруком, а также отличились в первом и втором сражениях при Эль-Аламейне. Полк после этих боёв был отведён в резерв.
- 1942—1943: 1-й полк конной артиллерии продолжал службу в составе 10-й бронетанковой дивизии в Алеппо, нёс гарнизонную службу в Сирии, Палестине и Суэцком канале.
- 1944: в мае высадился в Италии около Таранто, 15 мая участвовал в боях к югу от Рима. Закончил войну в Италии.

### Холодная война
Полк нёс службу в следующих дислокациях:
- 1945: служил в Палестине, участвовал в спецоперациях против израильских националистов.
- 1950: вернувшись в Великобританию, 1-й полк включён в состав 6-й бронетанковой дивизии на Солсберийской равнине.
- 1952: перебазировался в Мюнстере в Западной Германии, до 1958 года служил в составе 20-й танковой бригады[англ.] при 6-й танковой дивизии.
- 1958: перебазировался в Хильдесхайме, оснащён там самоходными орудиями M44.
- 1965: переброшен в Аден с тремя батареями (каждая разделена на три отделения по два орудия), где поддерживал британские батальоны в Радфане и южно-аравийские батальоны на границе с Йеменом. 3-я базировалась в лагере в Малом Адене, где несла обязанности по внутренней безопасности во время кризиса в Адене. В течение 21 месяца операций 1-й полк королевской конной артиллерии участвовал в 200 операциях и выпустил 23 тысячи снарядов, поддерживая 7 британских и 6 арабских батальонов. Он потерял 50 человек убитыми.

## Участие в конфликтах
Подразделения полка участвовали в различных конфликтах:

### Северная Ирландия
- 1969: 1-й полк стал первым артиллерийским полком, задействованным в контртеррористической операции в Северной Ирландии. Он прибыл в ноябре 1969 года: оснащённый грузовиками и легковыми автомобилями Land Rover и радиосистемами Larkspur, он реагировал на атаки ИРА или ольстерцев быстрее иных подразделений.
- 1972: 1-й полк оказывает поддержку 3-й пехотной бригаде[англ.], батарея E[англ.] несёт службу в тюрьме Мэйз, батарея A[англ.] — в Фермана, батарея B[англ.] — в Данганноне, радарное подразделение — в графстве Даун.
- 1974: в феврале 1-й полк переброшен в Белфаст (центр города) на смену 19-му артиллерийскому полку. За время дежурства им проведено 600 операций по поиску взрывных устройств, из них 60 закончились обнаружением искомого устройства. Батарея B потеряла во время нападения ИРА канонира Фаррингтона.
- 1976: 1-й полк отправлен снова в Белфаст, в центр города.

### Персидский залив
- 1990: подразделения 1-го полка в составе 40-го полевого артиллерийского полка проводят подготовку к войне.
- 1992: 1-й полк несёт службу в казармах Ассайе в Тидуорте и готовят самоходные орудия AS-90.

### Югославские войны
- 1996: 1-й полк в составе контингента миротворцев IFOR в Боснии.
- 1998: 1-й полк в составе контингента миротворцев SFOR в Боснии.
- 1999: 1-й полк в составе контингента НАТО в Косово.
- 2000: батарея E несёт службу в Подуево (Косово) и Сански-Мосте (Босния) с частями 19-го полка как часть первого Всебалканского артиллерийского полка британских миротворцев.
- 2000: батарея A несёт службу в Сански-Мосте, батареи L/N, части батареи O и штаб-квартира находятся в Косово.
- 2002: 1-й полк отправляет в Шипово батарею B, батарея A остаётся в Косово.

### Иракская война
- 2004: 1-й артиллерийский полк переброшен в Басру для подготовки к Иракской войне как часть 1-й механизированной бригады. Батарея A поддерживала 1-ю Чеширскую боевую группу и следила за иракской полицией. Батарея B обучала полицейских в регионах и защищала службу поддержки и снабжения. Батарея E обучала пограничную полицию, часть её солдат несли службу в составе датского контингента к северу от Басры.

### Будущее
Согласно программе Army 2020, полк перебазируется в Ларкхилл.

## Батареи
В состав полка входят следующие артиллерийские батареи:
- Батарея A[англ.], оснащена самоходными орудиями AS-90, базируется в казармах Ассайе в Тидуорте.
- Батарея B[англ.], оснащена самоходными орудиями AS-90, базируется в казармах Ассайе в Тидуорте.
- Батарея E[англ.], оснащена самоходными орудиями AS-90, базируется в казармах Ассайе в Тидоурте.
- Батарея H[англ.], оснащена РСЗО M270 MLRS, базируется в казармах Элбермарл в Ньюкасле (ещё одна тактическо-разведывательная группа базируется в казармах Ассайе в Тидоурте).
- Батарея L[англ.], оснащена мобильными постами наблюдения, базируется в казармах Ассайе в Тидоурте.
- Батарея O[англ.], штаб-квартира, базируется в казармах Ассайе в Тидоурте.
- Полевая мастерская Корпуса электротехников и механиков.